# Vriesea tillandsioides
Vriesea tillandsioides är en gräsväxtart som beskrevs av Lyman Bradford Smith. Vriesea tillandsioides ingår i släktet Vriesea och familjen Bromeliaceae. Inga underarter finns listade i Catalogue of Life.